# Đội tuyển bóng chuyền nam quốc gia Qatar
Đội tuyển bóng chuyền nam quốc gia Qatar là đội tuyển đại diện cho Qatar tại các giải đấu và các trận đấu giao hữu bóng chuyền nam trên phạm vi thế giới.

## Lịch sử
Qatar lần đầu tiên tham dự Giải vô địch bóng chuyền nam châu Á  vào năm 1989 tại Hàn Quốc. Họ cũng từng giành vị trí thứ tư tại Đại hội Thể thao châu Á 2006 ngay trên sân nhà. Họ cũng từng thiết lập một kỷ lục thế giới về điểm số của một set thắng khi đè bẹp Venezuela với tỷ số 45–43 vào năm 2017.

## Thành tích tại các giải đấu

### Giải vô địch thế giới
- 1949 đến   2018 – Không tham dự hoặc Không vượt qua vòng loại
- 2022 – Hạng 21
- 2025 – Vượt qua vòng loại

### World League
- 1990 đến  2009 – Không tham dự
- 2010 đến  2015 – Không vượt qua vòng loại
- 2016 – Hạng 31
- 2017 – Hạng 32

### Giải Thách thức Thế giới
- 2018 – Không vượt qua vòng loại
- 2019 – Không vượt qua vòng loại
- 2022 – Hạng 7
- 2023 – Á quân

### Giải châu Á
- 1975 đến  1987 – Không tham dự
- 1989 – Hạng 19
- 1991 – Không tham dự
- 1993 – Hạng 12
- 1995 – Hạng 10
- 1997 – Hạng 8
- 1999 – Hạng 13
- 2001 – Hạng 11
- 2003 – Hạng 11
- 2005 – Hạng 7
- 2007 – Hạng 11
- 2009 – Hạng 14
- 2011 – Hạng 12
- 2013 – Hạng 11
- 2015 – Hạng 4
- 2017 – Hang 9
- 2019 – Hạng 9
- 2021 – Hạng 5
- 2023 – Hạng 3

### Cúp châu Á
- 2008 đến  2014 – Không vượt qua vòng loại
- 2016 – Vượt qua vòng loại nhưng sau đó rút lui
- 2018 – Vô địch
- 2022 – Vượt qua vòng loại nhưng sau đó rút lui

### Đại hội Thể thao châu Á
- 1958 đến  1978 – Không tham dự
- 1982 – Hạng 8
- 1986 đến  1994 – Không tham dự
- 1998 – Hạng 10
- 2002 – Hạng 8
- 2006 – Hạng 4
- 2010 – Hạng 8
- 2014 – Hạng 6
- 2018 – Hạng 4
- 2022 – Hạng 4

## Danh sách cầu thủ
Dưới đây là danh sách các cầu thủ của Qatar tham dự Giải vô địch bóng chuyền nam thế giới 2022.
Huấn luyện viên trưởng:  Camilo Andres Soto
| Số thứ tự | Tên                        | Ngày, tháng, năm sinh | Chiều cao           | Cân nặng       | Đập bóng        | Chắn bóng       | Câu lạc bộ đang thi đấu ở mùa giải 2022–2023 |
| --------- | -------------------------- | --------------------- | ------------------- | -------------- | --------------- | --------------- | -------------------------------------------- |
| 1         | Youssef Oughlaf            | 6 tháng 5 năm 1989    | 2,03 m (6 ft 8 in)  | 80 kg (180 lb) | 341 cm (134 in) | 327 cm (129 in) | Qatar                                        |
| 3         | Ahmed Mahmoud Assam        | 20 tháng 2 năm 1987   | 1,95 m (6 ft 5 in)  | 80 kg (180 lb) | 310 cm (120 in) | 295 cm (116 in) | Police                                       |
| 4         | Renan Ribeiro              | 30 tháng 12 năm 1989  | 1,93 m (6 ft 4 in)  | 85 kg (187 lb) | 325 cm (128 in) | 300 cm (120 in) | Al Arabi                                     |
| 5         | Sulaiman Saad              | 30 tháng 6 năm 1987   | 1,78 m (5 ft 10 in) | 80 kg (180 lb) | 290 cm (110 in) | 270 cm (110 in) | Al Rayyan                                    |
| 6         | Bojan Djukic               | 6 tháng 6 năm 1991    | 1,93 m (6 ft 4 in)  | 85 kg (187 lb) | 330 cm (130 in) | 315 cm (124 in) | Al Arabi                                     |
| 7         | Belal Nabel Abunabot       | 1 tháng 1 năm 1991    | 2,00 m (6 ft 7 in)  | 95 kg (209 lb) | 355 cm (140 in) | 330 cm (130 in) | Al Rayyan                                    |
| 9         | Miloš Stevanović           | 27 tháng 9 năm 1988   | 1,92 m (6 ft 4 in)  | 85 kg (187 lb) | 320 cm (130 in) | 310 cm (120 in) | Al Rayyan                                    |
| 10        | Nadir Ababacar Sadikh      | 2 tháng 2 năm 1986    | 1,95 m (6 ft 5 in)  | 90 kg (200 lb) | 310 cm (120 in) | 300 cm (120 in) | Police                                       |
| 11        | Nikola Vasić               | 4 tháng 6 năm 1989    | 1,90 m (6 ft 3 in)  | 85 kg (187 lb) | 340 cm (130 in) | 320 cm (130 in) | Al-Wakrah                                    |
| 12        | Mubarak Dahi               | 1 tháng 4 năm 1991    | 2,01 m (6 ft 7 in)  | 92 kg (203 lb) | 330 cm (130 in) | 315 cm (124 in) | Al Rayyan                                    |
| 14        | Abdullah Hassanein         | 19 tháng 11 năm 2002  | 1,90 m (6 ft 3 in)  | 80 kg (180 lb) | 285 cm (112 in) | 270 cm (110 in) | Al Gharafa                                   |
| 16        | Ibrahim Ibrahim C          | 15 tháng 1 năm 1985   | 2,06 m (6 ft 9 in)  | 90 kg (200 lb) | 360 cm (140 in) | 336 cm (132 in) | Al Arabi                                     |
| 17        | Gamal Ahmed Noaman         | 8 tháng 2 năm 1994    | 2,02 m (6 ft 8 in)  | 85 kg (187 lb) | 330 cm (130 in) | 310 cm (120 in) | Al Rayyan                                    |
| 21        | Abdulwahid Wagihalla Osman | 1 tháng 1 năm 1993    | 1,95 m (6 ft 5 in)  | 75 kg (165 lb) | 315 cm (124 in) | 300 cm (120 in) | Police                                       |